# لا ایگلسوئلا
لا ایگلسوئلا (به اسپانیایی: La Iglesuela) یک شهرستان در اسپانیا است که در استان تولدو واقع شده‌است.

## خصوصیات
لا ایگلسوئلا ۶۹ کیلومترمربع مساحت و ۴۱۱ نفر جمعیت دارد و ۵۲۱ متر بالاتر از سطح دریا واقع شده‌است.